# エッリーコ・ペトレッラ
エッリーコ・ペトレッラ（伊：Errico Petrella、1813年12月10日 - 1877年4月7日）は、イタリア、パレルモ出身の作曲家。

## 経歴

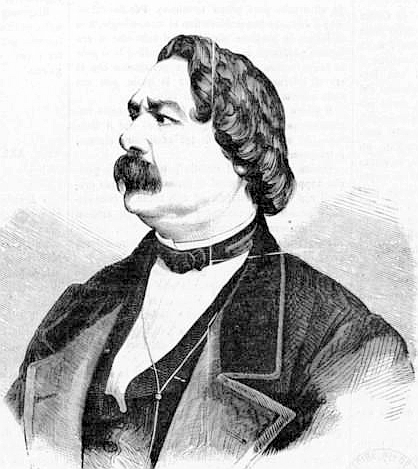
エッリーコ・ペトレッラ

パレルモに生まれ、ナポリでベッリーニやズィンガレッリに学ぶ。その後、15歳のときに書いたオペラで成功を収める。
1858年にオペラ『ヨーネ』をミラノで初演。1869年にはポンキエッリとの合作・オペラ『いいなずけ』を作曲した。
1877年4月7日にジェノヴァで没した。

## 作品
- Il diavolo color di rosa（ナポリ、1828年）
- Le precauzioni ossia Il carnevale di Venezia（ナポリ、1851年）
- Elena di Tolosa（ナポリ、1852年）
- マルコ・ヴィスコンティ（Marco Visconti、ナポリ、1854年）
- Elnava o L'assedio di Leida（ミラノ、1856年）
- ヨーネ（Jone、ミラノ、1858年）
- シッラの公爵（Il duca di Scilla、ミラノ、1859年）
- Virginia（ナポリ、1861年）
- アマルフィ伯爵夫人（La contessa d'Amalfi、トリノ、1864年）
- いいなづけ（I promessi sposi、レッコ、1869年）
- マンフレード（Manfredo、ナポリ、1872年）
- Bianca Orsini（ナポリ、1874年）